# Teoría de las signaturas

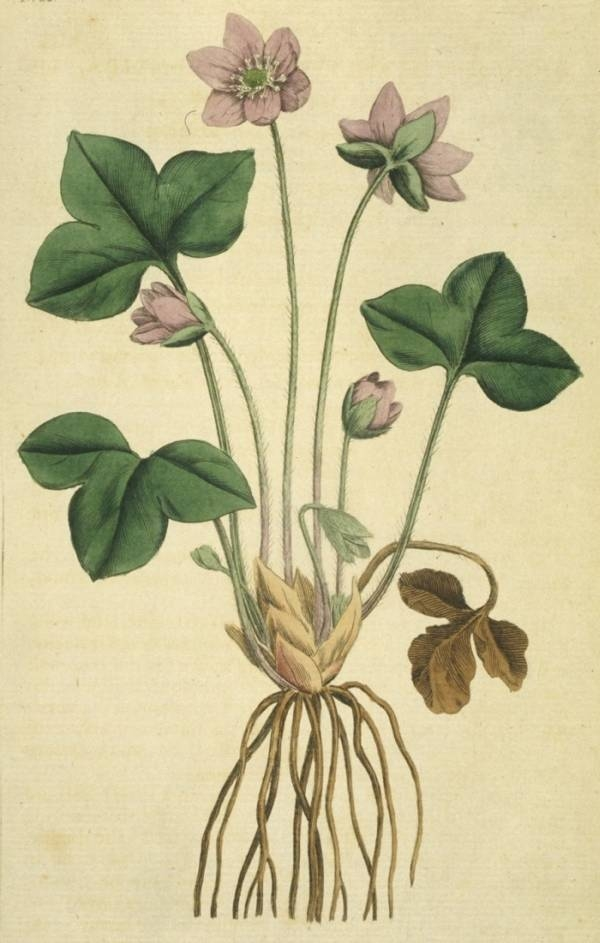
Las hojas trilobadas de Hepatica nobilis eran interpretadas como signo de su valor terapéutico para los males del hígado.

Con la expresión teoría de las signaturas, “teoría del signo” o doctrina de las signaturas, se alude a la convicción, presente tanto en la medicina antigua como en la medicina popular de muchos países, de que las plantas, los animales o los minerales llevan a menudo sobre sí los signos que permiten conocer sus virtudes.
La interpretación de que las plantas y otros objetos llevan el signo de sus virtudes terapéuticas o mágicas inscrito en su propio aspecto, cuando no en su nombre, es propio de muchas culturas primitivas, y tiene una larga tradición en la cultura europea. La metafísica cristiana introdujo esta noción en la teología, afirmando que el Creador ha puesto en cada ser las señas de para qué sirve.
Plinio el Viejo registra en su Historia Natural que en la medicina popular de su tiempo los órganos de los animales eran usados para tratar los males de los órganos humanos equivalentes. Por ejemplo el ojo derecho de la rana era considerado apropiado para tratar el ojo derecho humano, pero para tratar el ojo izquierdo se necesitaba el ojo izquierdo del animal. En la doctrina de las signaturas no hace falta equivalencia, homología o identidad de función, entre el órgano a tratar y el remedio, sino solo alguna señal visual indicativa. En su variante verbal, el signo no se encuentra sobre el objeto curativo, sino que es o está asociado a su nombre.
Galeno decía que el cangrejo (καρκίνος, carcinos, en griego, y cancer en latín) estaba indicado para la cura del carcinoma o cáncer (καρκίνωμα, en griego y cancer en latín), atribuyendo el nombre del mal a su parecido con el animal. El mismo grado de identidad lo encontramos en la palabra latina uva, que indicaba por igual la fruta que el órgano situado en la garganta que ha quedado en el lenguaje anatómico en forma diminutiva, uvula (úvula). Para curar la irritación de la úvula, el médico tenía que manchar de púrpura una semilla de uva pasa, colocarla junto al órgano irritado, y recitar Uva uvam emendat (la uva arregla a la uva). También funcionaba como medida preventiva, porque si un romano encontraba una uva que estaba pasándose y, cogiéndola entre el pulgar y el anular de la mano izquierda, se la llevaba a la boca y la tragaba sin tocarla con los dientes, podía estar seguro de haberse librado de la irritación de úvula para todo el año.

## Renacimiento
Se atribuye a Paracelso, enfrentado con la medicina galénica, la recuperación y nuevo impulso de esta teoría precientífica o protocientífica, según la cual Dios puso en cada ser natural las señales necesarias para que, desde el principio, se sepan sus virtudes terapéuticas. 
Algunos ejemplos de aplicación de la teoría en la farmacopea botánica del Renacimiento europeo:
- El trébol común (Trifolium pratense), contra las cataratas, por la mancha blanca de sus foliolos.
- Los dátiles (frutos de Phoenix dactylifera) para el corazón, por la sección acorazonada del hueso.
- Las viboreras (Echium spp.) contra las picaduras de serpiente, por la forma del fruto, semejante a la cabeza de una víbora. El nombre del género procede de la palabra griega para víbora.
- Los bulbos gemelos de las orquídeas, para la generación (Orchis es el griego para testículos). Como cada año la planta crece consumiendo un bulbo a la vez que crece su sustituto, se distinguen sus virtudes. Para tener descendencia masculina, el varón debe consumir el bulbo grande; para tenerla femenina, la mujer debe consumir el bulbo pequeño.
- La decocción de las raíces del rosal silvestre (Rosa canina), contra la mordedura del perro rabioso y sus consecuencias. La señal es la forma de los aguijones, semejante a los colmillos del perro.
- El edelweiss, para promover la producción de leche, tanto en las vacas como en las mujeres, por su color enteramente blanco.
- El beleño (Hyoscyamus niger) contra el deterioro de la dentadura. Su sahumerio haría saltar los gusanos desde las caries, según se explicaba tradicionalmente. El signo es la forma de los cálices, semejante a la de una muela con sus raigones.
- El culantrillo (Aspleniun trichomanes) contra la caída y el encanecimiento del cabello, por los raquis de sus grondes, largos, oscuros y sinuosos como cabellos.
- La hepática (Hepatica nobilis=Hepatica triloba), para los males del hígado, por la forma trilobulada de sus hojas, a menudo teñidas por las antocianinas con un color sanguíneo.

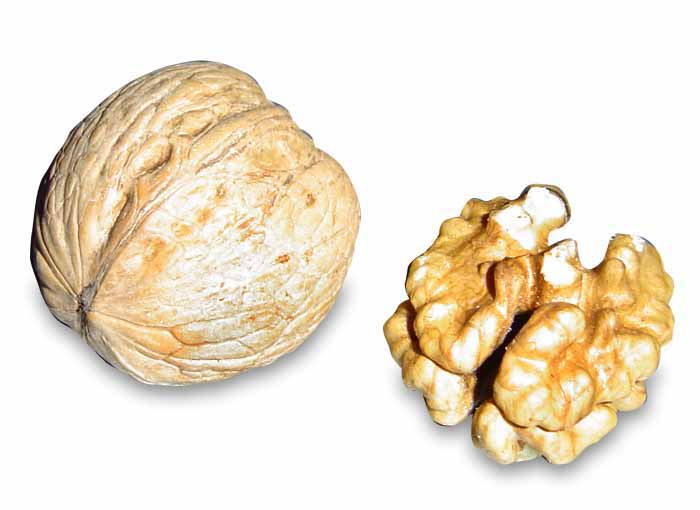
La figura de la semilla en la nuez sería, según esta tradición, señal inequívoca de su utilidad contra las afecciones de la cabeza.

## Correspondencia verbal
Un caso extremo es aquel en que la virtud curativa se reconoce no en el objeto, sino en su nombre. Un ejemplo de este tipo de superstición lo ofrece la creencia popular japonesa en que es de mal agüero casarse en el año del mono, porque en japonés la palabra que significa mono (saru) también significa separarse.
Hasta el desarrollo de la ciencia moderna el nombre de las cosas era frecuentemente tomado como signo de su virtud. En casos como la utilización del cangrejo contra el cáncer o la uva contra la uvulitis, la misma semejanza explica el nombre, trasladado del objeto natural al mal o la parte anatómica, y el uso, de carácter homeopático.
Pero otras veces el remedio no guarda ninguna relación de semejanza material con lo que se quiere curar, sino solo una correspondencia verbal, a menudo solo fonética, o de número. Por ejemplo, para el tratamiento del paludismo se usaron diversas plantas; mientras para el tratamiento de las fiebres tercianas (causadas por Plasmodium vivax) se recetaban preparados con tres de los cinco foliolos de la cincoenrama, para las fiebres cuartanas (causadas por P. malariae) debían emplearse cuatro. Análogamente, para las tercianas se tomaban del llantén tres raíces, y para las cuartanas, cuatro.
A veces la correspondencia verbal se produce por intermediación. Así el crisotilo, cuyas agujas irradian como los rayos del Sol, conferiría a sus portadores prestancia y dignidad, asociadas al Sol. 
Ya en la Antigüedad se apreciaba cuál era el origen de esas supersticiones, y se valoraba negativamente. Como decía Apuleyo (Apología, 35) «¿Puede haber algo más estúpido que creer que porque las cosas tienen nombres semejantes, deben tener también propiedades semejantes?»

## Actualidad
Lo cierto es que una creencia espontánea en una relación entre los rasgos de las cosas, especialmente los visuales, y sus utilidades secundarias, parece encontrarse en la generalidad de las culturas tradicionales y ha perdurado en las prácticas de los curanderos. Así la convicción de que el polvo de cuerno de rinoceronte soluciona los problemas de erección masculina, muy extendida en Asia, ha llevado durante el último siglo a una importante disminución de sus poblaciones, especialmente grave en los casos del rinoceronte de Sumatra y el rinoceronte blanco. La misma virtud afrodisíaca que al cuerno del rinoceronte, se atribuye en Japón a determinados hongos, igualmente por su apariencia fálica.
La correspondencia ha desarrollado nuevas formas en el siglo XX, que prosperan al abrigo del auge del New Age. La primera de ellas es la que inspiró a un médico galés de nombre Edward Bach a descubrir los llamados remedios florales o flores de Bach, que se usan en la actualidad como remedio para distintos males anímicos y compensar deficiencias de la personalidad. Bach elegía las especies tras una observación sistemática y cuidadosa de la planta en aspectos como la relación de la misma con el medio, su polinización, su estrategia reproductiva, en cómo reacciona frente a determinados estímulos externos (sol, insectos, otras plantas etc), pero principalmente era una persona muy sensible que cuando padecía estados emocionales desequilibrantes, se acercaba instintivamente a la planta o flor que aliviaba sus síntomas y tomaba nota de ello para luego corroborar sus usos posibles para curar determinados males anímicos . Por otro lado, la idiosincrasia ha sido también denominada el "gesto" de la planta por uno de los seguidores del Doctor Bach, Julian Barnard, cuyo libro "Forma y Función" puede ser considerado uno de los tratados más influyentes para seguidores una nueva doctrina de las signaturas que de todas maneras sigue siendo un procedimiento interpretativo ambiguo en el que los usos asignados pueden variar según quién los interprete. De su lectura se desprende que la virtud de la planta no se capta a través de una simple señal externa, como parecía ser el caso en la antigüedad, sino después de una observación sistemática y detallada, en la que los usos o supuestos usos medicinales aportados por la tradición de las signaturas sobre una planta podían ser solo uno de los elementos o indicadores a tener en cuenta pero lamentablemente un grupo de elaboradores de esencias florales posteriores a Bach han desarrollado múltiples sistemas y asignado usos a las flores basados en esta doctrina. Por ejemplo la idiosincrasia o "gesto" de una planta que forma parte del sistema de Bach estaban ya indicados en el nombre en el caso de Impatiens (llamada así por Linneo por su balocoria), que sirve según los que se lo creen para aliviar la impaciencia; es un modo de recordar sus usos asignados pero se sabe que Bach asignó sus usos por sensibilidad entre su padecer y la flor que lo aliviaba y no fue guiado por esta doctrina.
La teoría de las signaturas podría ser útil como una guía para recordar (con fines didácticos) las supuestas propiedades asignadas, pero se la considera totalmente ineficiente para explicar mecanismos de acción farmacológica o efectos biológicos que se demuestran por procedimientos comprobables. Una misma planta tiene varias signaturas y cada cual la interpretará a su modo, es decir el fundamento teórico de la doctrina es completamente subjetivo y depende de la creencia en la voluntad de los dioses de expresarse a través de las cosas. Incluso se considera  lamentable que se desarrollen actualmente nuevos productos asignándole sus usos basado en esta teoría que fue desechada por inexacta hace ya cientos de años, bien puede servir de guía, pero no de explicación. Pero con esto y con todo existen diversos estudios que avalan la efectividad de las esencias florales de Bach para aliviar males anímicos, y también incluso físicos. Tal por ejemplo las investigaciones de la Universidad de Santa Clara en Cuba[cita requerida].     
Aunque no tiene nada que ver con la teoría de las signaturas, algunas personas creen que el sistema creado por el Dr Bach se parece al método de Masaru Emoto, un licenciado en relaciones internacionales, que proclama en múltiples libros que el agua cristaliza de diferentes maneras, al congelarse, si se encuentra rodeada de buenos sentimientos o música New Age, que si el ambiente es hostil y la música Rock. El agua se vende, a 34,95$ la botella, envasada con etiquetas adecuadas para conferirle la correspondiente propiedad o estado de espíritu, por ejemplo Perfect Health (salud perfecta), Prosperity (prosperidad), Joy (alegría), además de someterla a una música ajustada a cada caso; por otra parte el cliente debe consumirla con los sentimientos adecuados.